# Dionysia zschummelii
Dionysia zschummelii är en viveväxtart som beskrevs av Magnus Lidén. Dionysia zschummelii ingår i dionysosvivesläktet som ingår i familjen viveväxter. Inga underarter finns listade i Catalogue of Life.

## Bilder

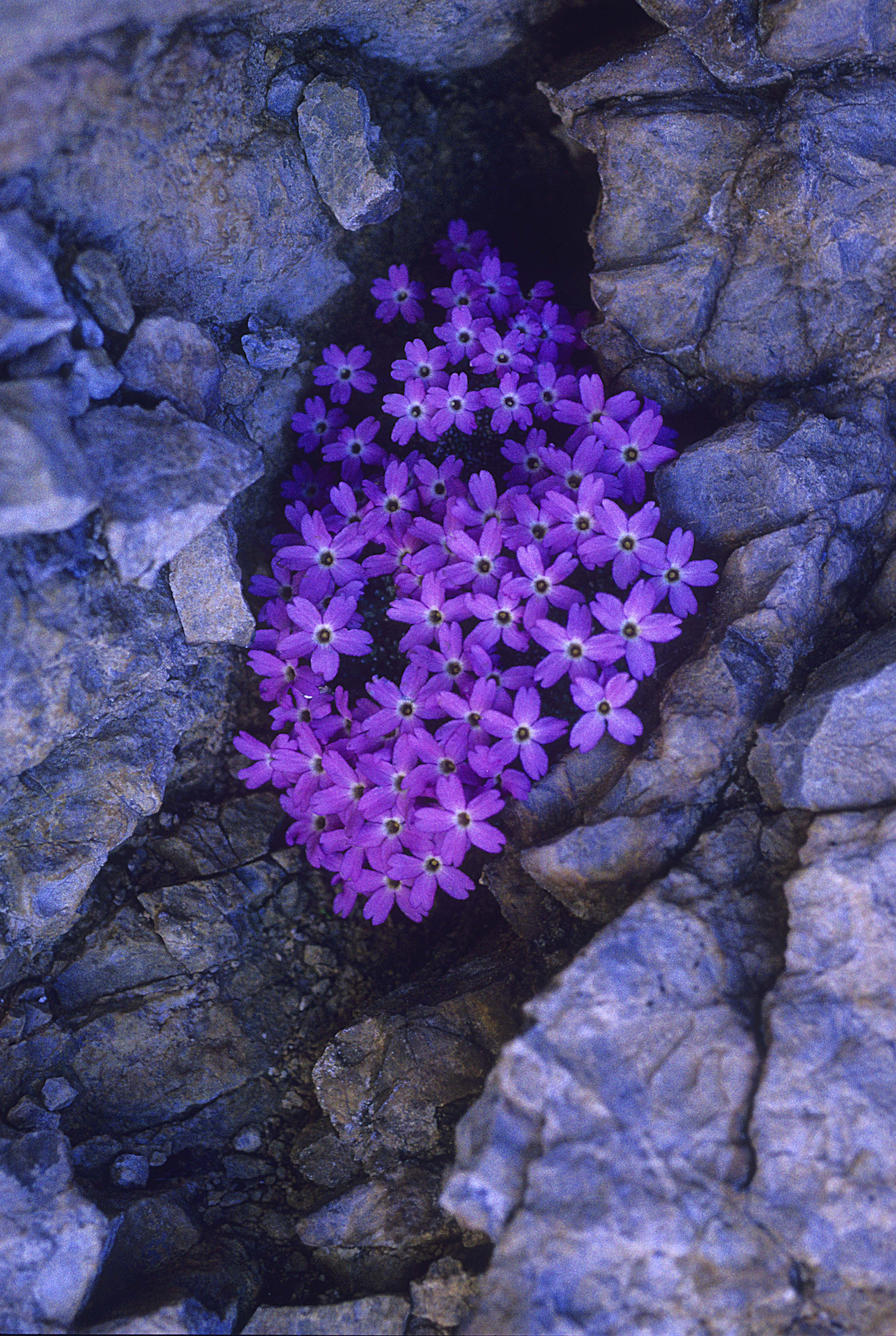
Vildväxande Dionysia zschummelii i Iran.